# Eleocharis philippinensis
Eleocharis philippinensis är en halvgräsart som beskrevs av Henry Knute Knut Svenson. Eleocharis philippinensis ingår i släktet småsäv, och familjen halvgräs. Inga underarter finns listade i Catalogue of Life.